# 武生中央公園総合体育館
武生中央公園総合体育館（たけふちゅうおうこうえんそうごうたいいくかん）は、福井県越前市高瀬二丁目の武生中央公園内にあるスポーツ施設である。命名権による現在の愛称は越前市アイシンスポーツアリーナ。

## 概要

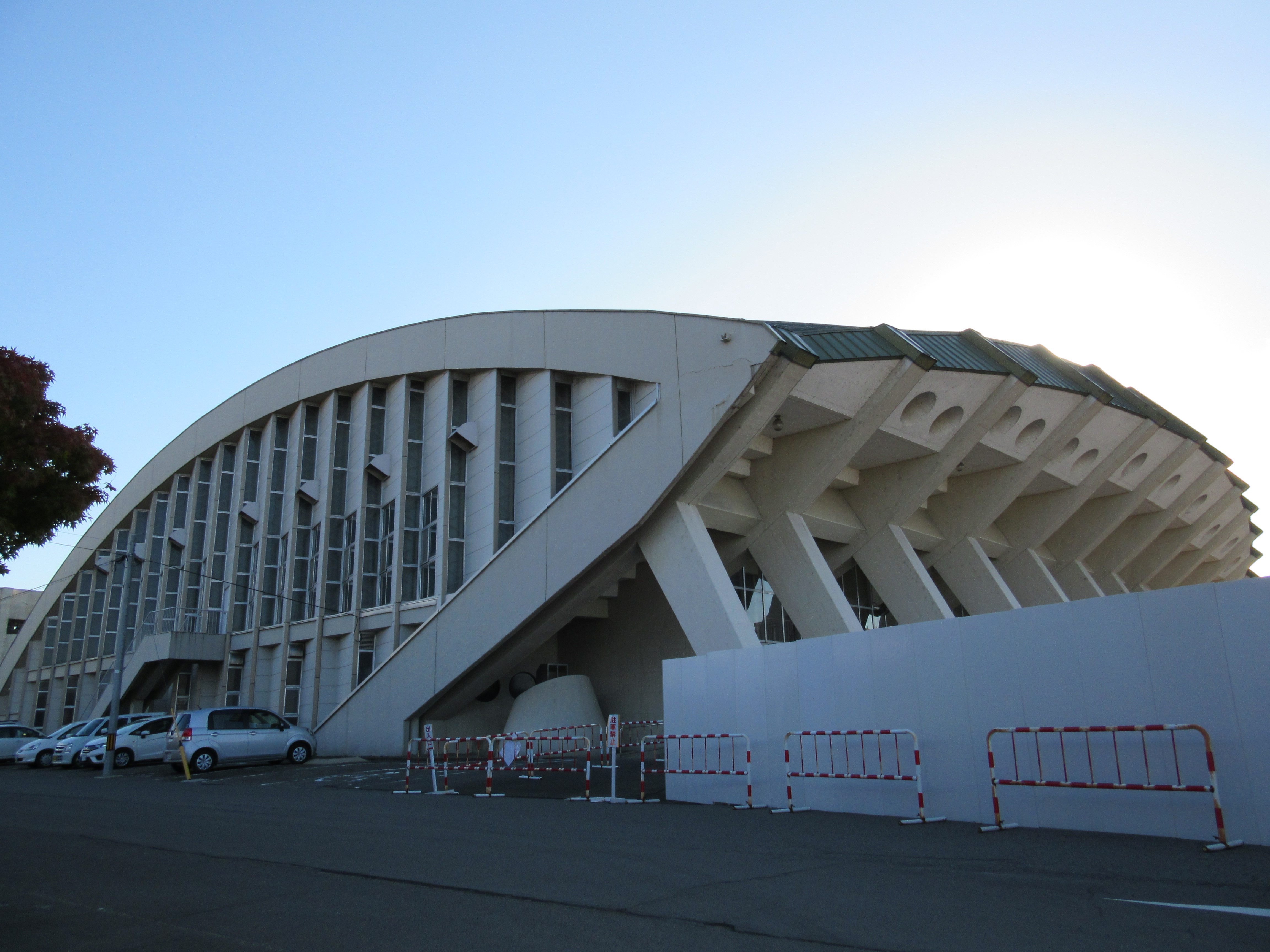
旧武生中央公園体育館

2018年（平成30年）の第73回福井国体（福井しあわせ元気国体）フェンシング競技の会場として既存の体育館を建て替え（越前市ウェブサイトでは改築と表記）、2015年（平成27年）8月19日に起工。越前市総合体育館（着工時の仮称）は既存の武生中央公園体育館の駐車場に整備された。
2017年8月11日、武生中央公園のリニューアルと新体育館建て替えに伴い名称を武生中央公園体育館から武生中央公園総合体育館に変更。同日、完成式典を実施し、命名権を導入。越前市内に本社を置くアイシン・エィ・ダブリュ工業（現：アイシン福井）が命名権を取得し、新たな愛称として越前市AW-Iスポーツアリーナを採用した。契約期間は開業した2017年8月11日から2023年（令和5年）3月31日までで、年間の契約料は200万円となっている。なお、2022年4月1日にアイシン・エィ・ダブリュ工業がアイシン福井に社名変更したことに伴い、施設の愛称を「AW-I」から「アイシン」に変更。同日から名称を越前市アイシンスポーツアリーナに変更している。

## 使用チーム

### 現在の使用チーム
- 福井ブローウィンズ（B3リーグ）

### 過去の使用チーム
- アイシン アレイオンズ

## 交通アクセス
- 公共交通機関
  - ハピラインふくいハピラインふくい線武生駅西口より車で6分。